# Parlamentswahl in Georgien 2012
Die Parlamentswahl in Georgien 2012 fand am 1. Oktober 2012 statt. Seit der Unabhängigkeit Georgiens von der Sowjetunion 1991 war dies die 7. Parlamentswahl. Bei der Wahl erreichte die erst im April des Jahres neu gegründete Partei Georgischer Traum – Demokratisches Georgien des Geschäftsmannes Bidsina Iwanischwili die absolute Mehrheit der Stimmen und Mandate.

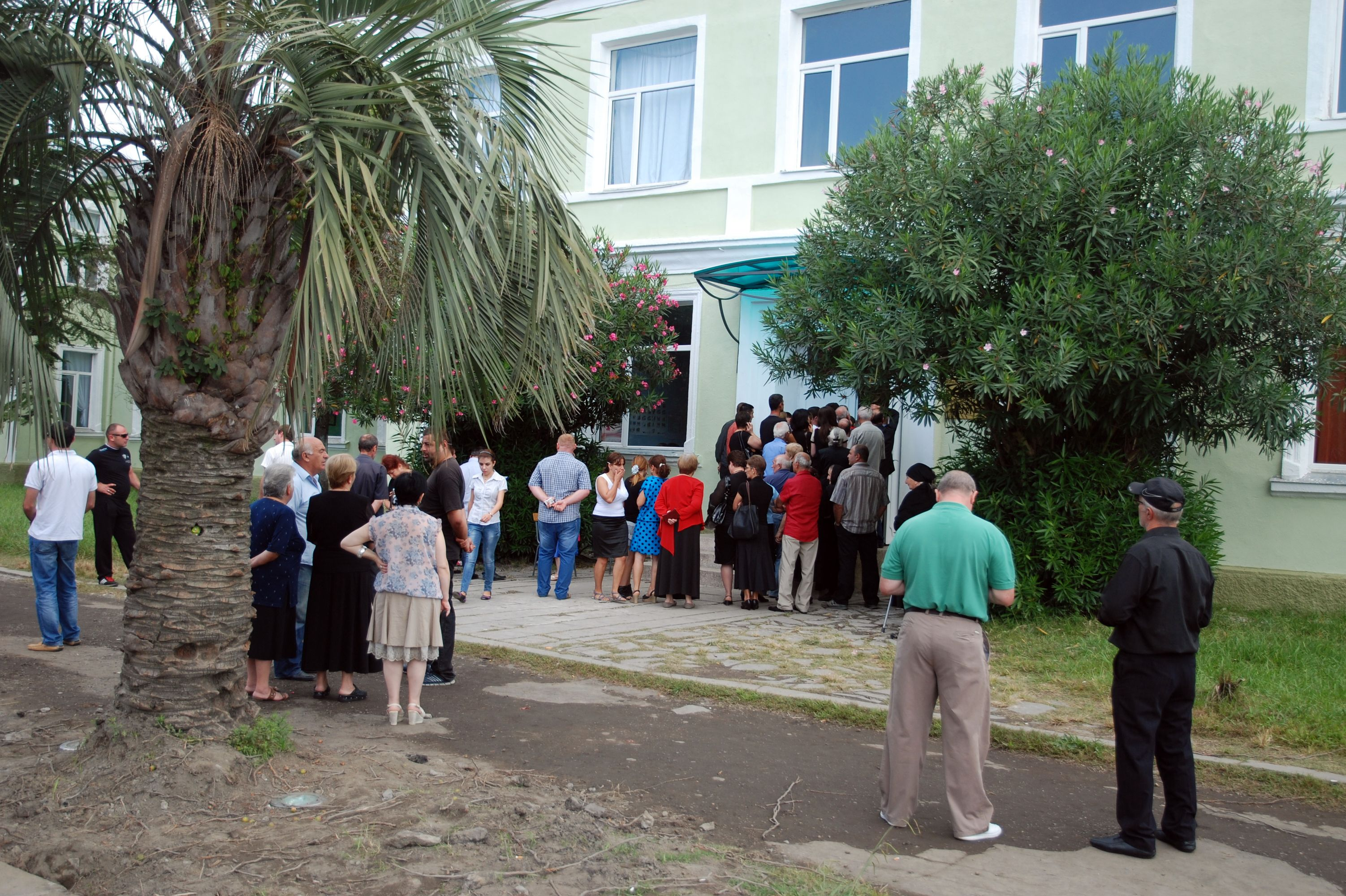
Vor einem Wahllokal in Poti

## Politische Ausgangslage
Die letzte Parlamentswahl im Jahr 2008 hatte die Vereinte Nationale Bewegung unter ihrem Vorsitzenden und georgischen Präsidenten Micheil Saakaschwili mit einer Dreiviertelmehrheit gewonnen. Die Oppositionsparteien sprachen nach ihrer Niederlage von Wahlfälschung, jedoch bestätigte die große Mehrheit der internationalen Wahlbeobachter, das es zu keinen größeren Unregelmäßigkeiten gekommen war. In den folgenden Jahren konnte sich Saakaschwili daher auf eine komfortable Parlamentsmehrheit stützen. Das folgenschwerste Ereignis während seiner Regierungszeit war der militärische Konflikt mit Russland im August 2008. Dieser Konflikt entzündete sich beim Versuch Georgiens, das unter russischem Schutz stehende, international nicht als unabhängiger Staat anerkannte Südossetien in einer militärischen Offensive zurückzugewinnen. Auch wenn die Aktion in der georgischen Bevölkerung populär war, war sie für Georgien ein Desaster. Die georgischen Truppen wurden innerhalb weniger Tage von den russischen Truppen zurückgeschlagen und der Krieg hinterließ auch auf georgischem Boden schwere Zerstörungen. Georgien brach die diplomatischen Beziehungen zu Russland ab und Russland erkannte die abtrünnigen georgischen Regionen Abchasien und Südossetien als unabhängige Staaten (de facto als quasi Satellitenstaaten Russlands) an. In den Jahren 2009 und 2011 kam es mehrfach zu Massendemonstrationen der Opposition gegen Saakaschwili. Am 15. Oktober 2010 wurden durch das georgische Parlament mit großer Mehrheit fünf Verfassungszusätze zur georgischen Verfassung beschlossen. Diese Verfassungszusätze sehen vor, dass die Verfassung dahingehend geändert wird, dass der Präsident weniger Machtbefugnisse hat und dafür die Position des Premierministers und der Regierung gestärkt wird. Diese Verfassungsänderung soll mit der Wahl des nächsten Präsidenten, die für das Jahr 2013 vorgesehen ist, in Kraft treten. Außerdem wurde eine Verlegung des Parlamentssitzes aus der Hauptstadt Tiflis in die zweitgrößte Stadt Kutaisi beschlossen. Dies soll der Dezentralisierung dienen. Am 26. Mai 2012 hielt das Parlament seine erste Sitzung in dem erst halbfertigen neuen Parlamentsgebäude ab.
Kurz vor dem Wahltermin tauchten im Internet Videos auf, die Folterungen von Häftlingen in georgischen Gefängnissen zeigten. Die Vorkommnisse wurden von allen politischen Parteien verurteilt und führten zu Massenprotesten vor allem in Tiflis. Es kam zu Verhaftungen von Gefängniswärtern und -leitern.

## Parteien
Der Vereinten Nationalen Bewegung unter Micheil Saakaschwili standen 9 Oppositionsparteien gegenüber.
Am 7. Oktober 2011 erklärte der Geschäftsmann und Milliardär Bidsina Iwanischwili öffentlich seine Absicht eine politische Partei zu gründen. In einer Erklärung verlautete Iwanischwili, dass er neben der doppelten georgischen und russischen Staatsbürgerschaft auch einen französischen Pass besitze. Daraufhin wurde ihm die georgische Staatsbürgerschaft entzogen. Kurz darauf beschloss das georgische Parlament, dass auch Bürger der Europäischen Gemeinschaft als Abgeordnete wählbar sind. Am 19. April 2012 gründete Iwanischwili die Partei Georgischer Traum – Demokratisches Georgien (ქართული ოცნება–დემოკრატიული საქართველო) und begann den Wahlkampf am 27. Mai 2012. Zu den politischen Zielen Iwanischwilis gehört eine Entspannung im Verhältnis zu Russland auf politischem und wirtschaftlichem Gebiet, weswegen er prompt von der regierungstreuen Presse als „Agent Wladimir Putins“ bezeichnet wurde. Iwanischwili versprach im Falle eines Wahlsiegs seine französische und russische Staatsbürgerschaft aufzugeben und seine Unternehmensbeteiligungen in Russland zu verkaufen. Er bezichtigte Präsident Saakaschwili des Machtmissbrauchs und warf ihm vor, nach dem Ende von dessen zweiter Amtsperiode Anfang 2013 weiter die Politik des Landes als Premierminister bestimmen zu wollen.

Parteipolitiker
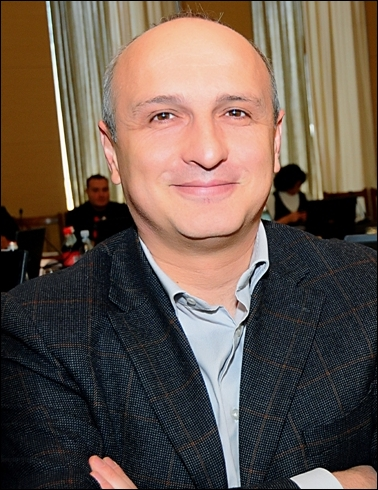
Wano Merabischwili (Vereinte Nationale Bewegung)
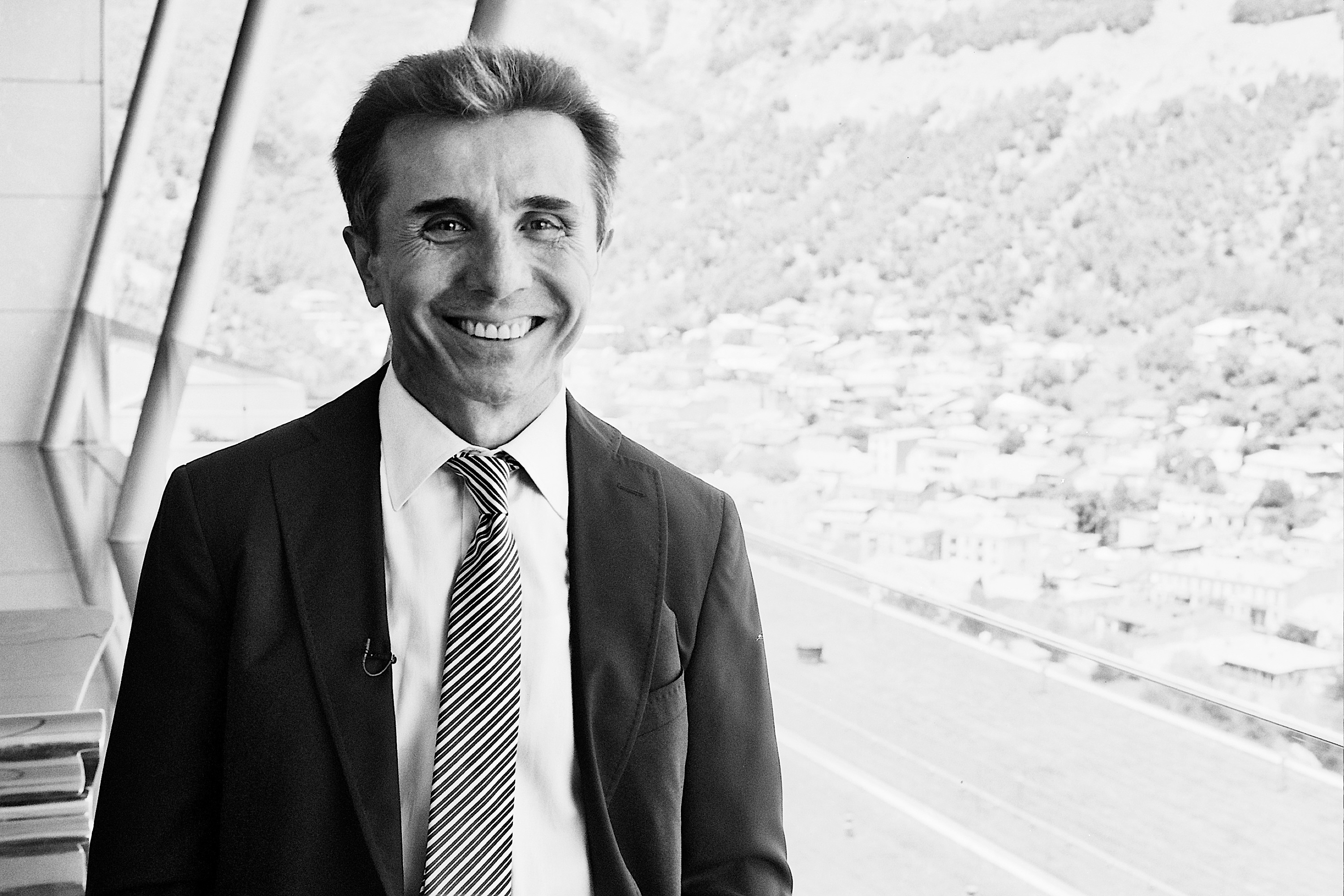
Bidsina Iwanischwili (Georgischer Traum – Demokratisches Georgien)
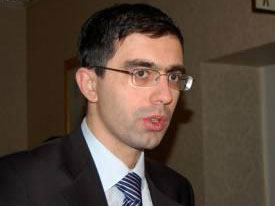
Kacha Kukawa (Konservative Partei Georgiens)

## Wahlmodus

Wahlkreiseinteilung

Wahlberechtigt waren 3.613.851 Personen, darunter 305.315 Auslandsgeorgier, von denen sich allerdings nur 43.176 bei georgischen Konsulaten registrieren ließen. Die Zahl der Parlamentssitze betrug 150, von denen 73 in Einzelwahlkreisen gewählt wurden. Die restlichen 77 Sitze wurden entsprechend dem proportionalen Stimmenanteil der Parteien über Parteilisten aufgefüllt. Es galt eine 5-Prozent-Sperrklausel. Die Wahlkreise hatten eine sehr unterschiedliche Wählerzahl, der größte (Kutaissi) umfasste 162.732 Wähler, der kleinste (die flächenmäßig große aber dünn besiedelte Region Kazbegi) zählte nur 5.810 Wähler.

## Umfragen
Anfang Februar 2012 wurde in Georgien eine Umfrage des US-amerikanischen National Democratic Institute for International Affairs (NDI) durchgeführt. Demnach kam die Vereinte Nationale Bewegung auf 47 %, der Georgische Traum auf 10 % und die Christdemokraten auf 3 %. Im Mai wurde eine Umfrage  im Auftrag des International Republican Institute (IRI) veröffentlicht – die Vereinte Nationale Bewegung erhielt 45 %, der Georgische Traum 15 % und die Christdemokraten 9 %. Der Georgische Traum warf den US-amerikanischen Meinungsforschungsinstituten vor, die mögliche Fälschung der Wahlen durch die Partei des amtierenden georgischen Präsidenten unterstützen und legitimieren zu wollen. Im Juli wurde von Penn Schoen Berland eine Umfrage zu Parlamentswahlen in Georgien durchgeführt – der Georgische Traum bekam 42 % und die Vereinte Nationale Bewegung 41 %. Nach der Meinung der regierenden Partei wurde die Umfrage gefälscht. Im August veröffentlichte Greenberg Quinlan Rosner zu den Parlamentswahlen eine Umfrage – die Vereinte Nationale Bewegung bekam 46 %, der Georgische Traum 24 % und die Christdemokraten 5 %. Einen Monat vor den Parlamentswahlen wurde noch eine Umfrage von NDI veröffentlicht. Demnach hatte die Partei des amtierenden Präsidenten Michail Saakaschwili 37 %, der Georgische Traum kam hingegen nur auf 12 %. Die Opposition protestierte wieder gegen die Umfrageergebnisse der US-Wahlforschungsinstitute. Die letzte Umfrage vor den Wahlen führte Forsa durch. Nach Angaben des deutschen Meinungsforschungsinstituts erhielt der Georgische Traum 49 %, Vereinte Nationale Bewegung 43 % und die Christdemokraten 6 %.

## Unregelmäßigkeiten während der Wahl
Kurz nach Schließung der Wahllokale stürmten Spezialeinheiten der georgischen Polizei Wahllokale im Bezirk Chaschuri. Beobachter wurden vertrieben und Wahlprotokolle wurden „verändert“. Nach Berichten der lokalen Beobachtergruppe Transparency International Georgien habe der Georgische Traum in Chaschuri weit in Führung gelegen, bevor die Wahllokale von den Sondereinheiten der Regierung gestürmt wurden. Das danach veröffentlichte lokale Wahlergebnis wies dann einen Sieg der Vereinten Nationalen Bewegung aus. In derselben Nacht kam es daraufhin zu schweren Zusammenstößen zwischen Polizeieinheiten und den Bewohnern von Chaschuri. Auch in einigen Wahllokalen in Gori und Sighnaghi kam es zu Unregelmäßigkeiten. Das offizielle Wahlergebnis zeigte auch dort einen Sieg der Kandidaten von Saakaschwilis Vereinter Nationaler Bewegung.
Auf Druck der Opposition kam daraufhin es in einigen Wahllokalen in Chaschuri, Gori und Sighnaghi zu Neuwahlen. In Gori bekam der Georgische Traum 91,9 % der Stimmen, in Chaschuri 93,6 % und in Sighnaghi 85,97 %. Die Regierungspartei blieb weit abgeschlagen und erhielt in Gori 7,41 %, in Sighnaghi 14,03 % der Stimmen. In Chaschuri verzichtete der Kandidat der Vereinten Nationalen Bewegung auf seine Kandidatur.

## Ergebnisse
Direkt nach der Wahl beanspruchten beide Hauptkontrahenten, Saakaschwili und Iwanischwili, den Sieg für sich. Nach ersten Vorabergebnissen zeichnete sich jedoch ab, dass der Georgische Traum von Iwanischwili die Wahl gewonnen hatte und Saakaschwili räumte am 2. Oktober die Niederlage seiner Partei ein. Die Wahlbeteiligung betrug 59,8 % und war damit etwas höher als bei den Parlamentswahlen 2008 (damals 53,9 %). Am höchsten war die Wahlbeteiligung in der Hauptstadt Tiflis, in der etwa ein Viertel aller Georgier lebt und die eine Hochburg der Opposition gegen Saakaschwili ist. Die internationalen Reaktionen auf den Wahlsieg der Partei Iwanischwilis waren überwiegend positiv. Die EU-Kommission, US-Außenministerin Hillary Clinton und der russische Regierungschef Dmitri Medwedew gratulierten dem Wahlgewinner. Die Organisation für Sicherheit und Zusammenarbeit in Europa (OSZE) bezeichnete die Wahlen als frei und demokratisch, beklagte aber auch eine Atmosphäre der Einschüchterung.
Im Endergebnis waren nur noch zwei Parteien im neu gewählten Parlament vertreten, Saakaschwilis Vereinte Nationale Bewegung und Iwanischwilis Georgischer Traum. Alle anderen Parteien scheiterten an der 5 %-Hürde.
Die Opposition gewann in allen Großstädten des Landes außer Sugdidi. In Tiflis erreichte die Opposition 72 %, in Kutaissi 57,4 %, in Batumi 65,4 %, in Rustawi 56,3 %, in Gori 47,9 %, in Poti 58,6 %, in Samtredia 65,0 %, in Chaschuri 58,2 %. Ein besonders hohes Ergebnis von über 90 % erzielte der Georgische Traum im Wahlbezirk Satschchere, wo Iwanischwili geboren ist und sich vielfach als Philanthrop (das heißt Finanzier von Schulen, Kirchen, Krankenhäusern und anderen öffentlichen Gebäuden) betätigt hat. Die Partei des amtierenden Präsidenten Micheil Saakaschwili bekam die meisten Stimmen in Niederkartlien und Samzche-Dschawachetien, wo Armenier und Aserbaidschaner die Mehrheit der Bevölkerung bilden. In Ninozminda siegte die Vereinte Nationale Bewegung mit 79,59 % der Stimmen, in Marneuli 78,9 %, in Achalkalaki 76,5 %, in Achalziche 75,0 %, in Aspindsa 71,4 %, in Zalka 67,8 %, in Dmanissi 69,8 %, in Bolnissi 67,0 %.
66,3 % der Auslandsgeorgier stimmten für den Georgischen Traum und 28,1 % für die Vereinte Nationale Bewegung. Von den in Deutschland lebenden Georgiern bekam der Georgische Traum 77,3 % der Stimmen, die Partei des Präsidenten kam auf 18 %.

### Landesweite Ergebnisse

Zusammensetzung des neu gewählten georgischen Parlaments:
Georgischer Traum (85)
Vereinte Nationale Bewegung (65)

| Partei                                    | Partei                                                                               | Parteiliste | Parteiliste | Parteiliste | Wahlkreise | Wahlkreise | Sitze gesamt | +/−  |
| Partei                                    | Partei                                                                               | Stimmen     | %           | Sitze       | Sitze      | %          | Sitze gesamt | +/−  |
|                                           | Georgischer Traum – Demokratisches Georgien (ქართული ოცნება–დემოკრატიული საქართველო) | 1.179.930   | 54,92 %     | 44          | 41         | 58,9 %     | 85           | +085 |
|                                           | Vereinte Nationale Bewegung (ერთიანი ნაციონალური მოძრაობა)                           | 867.102     | 40,22 %     | 33          | 32         | 41,1 %     | 65           | −054 |
|                                           | Christdemokraten (ქრისტიანულ-დემოკრატიული მოძრაობა)                                  | 43.913      | 2,04 %      | 0           | 0          | 0 %        | 0            | −06  |
|                                           | Georgische Arbeiterpartei (საქართველოს ლეიბორისტული პარტია)                          | 26.674      | 1,24 %      | 0           | 0          | 0 %        | 0            | −06  |
|                                           | Neue Rechte Partei (ახალი მემარჯვენეები)                                             | 9.297       | 0,44 %      | 0           | 0          | 0 %        | 0            | −017 |
|                                           | Freies Georgien                                                                      | 1.024       | 0,05 %      | 0           | 0          | 0 %        | 0            | ±0   |
|                                           | Andere                                                                               | 20.996      | 0,98 %      | 0           | 0          | 0 %        | 0            | ±0   |
| Ungültige Stimmen                         | Ungültige Stimmen                                                                    | 19.945      | —           | —           | —          | —          | —            | —    |
| Gesamt                                    | Gesamt                                                                               | 3.613.851   | 100,00 %    | 77          | 73         | 100,0 %    | 150          | —    |
| Wähler und Wahlbeteiligung                | Wähler und Wahlbeteiligung                                                           | 2.148.936   | 59,79 %     | —           | —          | —          | —            | —    |
| Quelle: Zentrale Wahlkommission Georgiens |                                                                                      |             |             |             |            |            |              |      |

### Ergebnisse nach Wahlbezirken

Relativer Stimmenanteil für den Georgischen Traum:>10–20 % >20–30 % >30–40 % >40–50 % >50–60 % >60–70 % >70–80 %
Relativer Stimmenanteil für die Vereinte Nationale Bewegung:
>80–90 %
>90 %
- Relativer Stimmenanteil für die Vereinte Nationale Bewegung:≤10%
>10–20 %
>20–30 %
>30–40 %
>40–50 %
>50–60 %
>60–70 %
>70–80 %

### Ergebnisse nach Regionen
| Name der Region                                                | Georgischer Traum | Vereinte Nationale Bewegung |
| -------------------------------------------------------------- | ----------------- | --------------------------- |
| Adscharien                                                     | 57,6 %            | 37 %                        |
| Gurien                                                         | 58,8 %            | 37,3 %                      |
| Mingrelien und Oberswanetien                                   | 35,6 %            | 55,4 %                      |
| Ratscha-Letschchumi und Niederswanetien                        | 46,5 %            | 48,6 %                      |
| Imeretien                                                      | 58,1 %            | 37,5 %                      |
| Mzcheta-Mtianeti (ohne Munizipalität Achalgori)                | 63,4 %            | 32,7 %                      |
| Innerkartlien (ohne Stadt Zchinwali und Munizipalität Dschawa) | 52,2 %            | 42,61 %                     |
| Kachetien                                                      | 48,1 %            | 47,1 %                      |
| Niederkartlien                                                 | 38,81 %           | 57,1 %                      |
| Samzche-Dschawachetien                                         | 29,5 %            | 67,1 %                      |
| Tiflis                                                         | 72,4 %            | 28,8 %                      |
| Insgesamt                                                      | 55,0 %            | 40,3 %                      |